# 99designs
99designs ist ein Online-Marktplatz für Grafikdesign-Dienstleistungen und derzeit die größte Schnittstelle zwischen Designern und Kunden weltweit.
Der Hauptsitz ist in San Francisco, weitere Büros befinden sich in Melbourne und Berlin.

## Dienstleistungen
99designs basiert auf dem klassischen Crowdsourcing-Prinzip und verbindet über die Plattform Grafikdesigner mit Auftraggebern, die einen Bedarf an Design haben. Über das Pitch-Wettbewerb-Prinzip können Designer an Wettbewerben teilnehmen, um Produkte, wie Webseiten, T-Shirts oder Logos zu erstellen. Der Auftraggeber arbeitet während des Wettbewerbs mit den Designern zusammen an den Entwürfen, um am Ende das Design zu erhalten, das er sich vorgestellt hat. Der Wettbewerb wird durch die Wahl eines Gewinner-Designs beendet, der Gewinner-Designer erhält dann das zuvor ausgeschriebene Preisgeld. Bei 99designs kann man zudem direkt mit einem Designer zusammenarbeiten. Hierfür stehen über 900.000 registrierte Grafikdesigner zur Verfügung, die im Designer-Verzeichnis aufgelistet sind.

## Geschichte
Das Unternehmen wurde 2008 von Mark Harbottle und Matt Mickiewicz in Melbourne gegründet. Bereits 2010 hat das Unternehmen den US-Unternehmenssitz in San Francisco eröffnet. 2011 konnte das Unternehmen 35 Millionen Dollar in der ersten bedeutenden Finanzierungsrunde von Accel Partners und einigen weiteren Business Angels sicherstellen. 2015 investierte Accel Partners erneut in den Design-Marktplatz. Im selben Jahr erhielt 99designs in einer B-Finanzierungsrunde eine strategische Beteiligung von 10 Millionen Dollar durch Recruit Strategic Partners.
Mit der Übernahme des europäischen Kreativ-Marktplatzes 12designer konnte das Unternehmen 2012 auch im deutschen Markt Fuß fassen. Im Jahr darauf folgten neben Deutsch weitere lokale Versionen von 99designs wie Französisch, Spanisch, Niederländisch, Italienisch und Japanisch. Im selben Jahr hat das Unternehmen den brasilianischen Design-Marktplatz LogoChef übernommen und expandierte damit in den portugiesischsprachigen Markt. Im Jahr 2015 verzeichnete 99designs einen Umsatz von mehr als 50 Millionen Euro und damit auch das bis dato erfolgreichste Jahr in der Unternehmensgeschichte. Im selben Jahr verkündete das Unternehmen eine Zusammenarbeit mit dem deutschen Web-Hosting Anbieter Jimdo.
Am 5. Oktober 2020 wurde 99designs von der niederländischen Cimpress übernommen.

## Auszeichnungen
- Webby People’s Voice Award for Best Web Service and Application (2010)[10]